# Tamika Campbell
Tamika Campbell (* 1974 in New York City) ist eine deutsch-amerikanische Komikerin und feministische Comedian.

## Leben und Wirken
Tamika Campbell wuchs als ältestes von acht Kindern abgeschottet in New York City in der muslimischen Ansaaru-Allah-Sekte auf, in der nur Arabisch gesprochen wurde. Ihre Kindheit und Jugend war von Indoktrination, Gewalt und jahrelanger Misshandlung, auch durch ihre Mutter, geprägt. Mit 13 Jahren verließ sie die Sekte und kam bei einer Tante in Brooklyn unter. Auch in diesem Milieu dominierten Gewalt und Missbrauch ihr weiteres Leben. Eine mütterliche Freundin half ihr auch hier heraus. Tamika Campbell jobbte, um Geld zu verdienen. Campbell arbeitete in verschiedenen Bereichen und absolvierte mehrere Ausbildungen: als Hotelfachfrau, als Zimmerin, als Visagistin.
1999 lernte Campbell im Internet einen deutschen Mann kennen. Sie verließ die USA und wanderte nach Deutschland aus. Sie lebte zunächst in Recklinghausen, später in Berlin. Die deutsche Sprache erlernte Tamika Campbell ohne Fremdsprachenunterricht im Alltag. Sie hat außerdem Kenntnisse in Englisch, Türkisch und Hindi.
Als Campbell 2007 bei einem Besuch im Tierpark Berlin herumalberte und einen Witz erzählte, hatte sie eine lachende Menschenmenge um sich und damit ihre berufliche Profession gefunden. Tamika Campbell entwickelte ihr erstes Bühnenprogramm als Komikerin. Sie trat damit zunächst in England auf. Nach ersten kleineren Auftritten folgten später Fernsehauftritte und 2018 ihre erste Solo-Tour durch Deutschland.
Die Künstlerin ist Teil von Sisters of Comedy.
Tamika Campbell lebt mit ihrer Tochter in einem Dorf im Land Brandenburg.

## Publikationen
- mit Denise Linke: Wie die Freiheit schmeckt. Wie ich einer Sekte entkam und das Leben entdeckte. Piper, München 2020, ISBN 978-3-8270-1403-0.